# Langdon (Dakota Północna)
Langdon – miasto w Stanach Zjednoczonych, w stanie Dakota Północna, stolica hrabstwa Cavalier. W 2008 liczyło 1 656 mieszkańców.